# Арле (Жура)
Арле́ (фр. Arlay) — муніципалітет у Франції, у регіоні Бургундія-Франш-Конте, департамент Жура. Населення — 1187 осіб (01.01.2021).
Муніципалітет розташований на відстані близько 340 км на південний схід від Парижа, 70 км на південний захід від Безансона, 10 км на північ від Лонс-ле-Соньє.

## Історія
У 1956-2015 роках муніципалітет перебував у складі регіону Франш-Конте. Від 1 січня 2016 року належить до нового об'єднаного регіону Бургундія-Франш-Конте.
1 січня 2016 року до Арле приєднали колишній муніципалітет Сен-Жермен-лез-Арле.

## Демографія
Динаміка населення (Cassini-EHESS ):
Розподіл населення за віком та статтю (2006):
| Стать | Всього | До 15 років | 15-24 | 25-44 | 45-64 | 65-85 | Понад 85 |
| --- | ------ | ----------- | ----- | ----- | ----- | ----- | -------- |
| Чоловіки | 328    | 56          | 36    | 88    | 100   | 48    | 0        |
| Жінки | 376    | 68          | 60    | 68    | 96    | 72    | 12       |
| \| Статево-вікова піраміда \| Статево-вікова піраміда \| Статево-вікова піраміда \| \| ----------------------- \| ----------------------- \| ----------------------- \| \| Чоловіки \| Вік \| Жінки \| \| 0 \| 85 + \| 12 \| \| 4 \| 80-84 \| 12 \| \| 12 \| 75-79 \| 16 \| \| 16 \| 70-74 \| 24 \| \| 16 \| 65-69 \| 20 \| \| 32 \| 60-64 \| 12 \| \| 16 \| 55-59 \| 16 \| \| 16 \| 50-54 \| 28 \| \| 36 \| 45-49 \| 40 \| \| 16 \| 40-44 \| 12 \| \| 24 \| 35-39 \| 36 \| \| 20 \| 30-34 \| 12 \| \| 28 \| 25-29 \| 8 \| \| 4 \| 20-24 \| 16 \| \| 32 \| 15-20 \| 44 \| \| 24 \| 10-14 \| 24 \| \| 24 \| 5-9 \| 24 \| \| 8 \| 0-4 \| 20 \| |        |             |       |       |       |       |          |
| Статево-вікова піраміда |        |             |       |       |       |       |          |
| Чоловіки | Вік    | Жінки       |       |       |       |       |          |
| 0 | 85 +   | 12          |       |       |       |       |          |
| 4 | 80-84  | 12          |       |       |       |       |          |
| 12 | 75-79  | 16          |       |       |       |       |          |
| 16 | 70-74  | 24          |       |       |       |       |          |
| 16 | 65-69  | 20          |       |       |       |       |          |
| 32 | 60-64  | 12          |       |       |       |       |          |
| 16 | 55-59  | 16          |       |       |       |       |          |
| 16 | 50-54  | 28          |       |       |       |       |          |
| 36 | 45-49  | 40          |       |       |       |       |          |
| 16 | 40-44  | 12          |       |       |       |       |          |
| 24 | 35-39  | 36          |       |       |       |       |          |
| 20 | 30-34  | 12          |       |       |       |       |          |
| 28 | 25-29  | 8           |       |       |       |       |          |
| 4 | 20-24  | 16          |       |       |       |       |          |
| 32 | 15-20  | 44          |       |       |       |       |          |
| 24 | 10-14  | 24          |       |       |       |       |          |
| 24 | 5-9    | 24          |       |       |       |       |          |
| 8 | 0-4    | 20          |       |       |       |       |          |

## Економіка
2010 року серед 484 осіб працездатного віку (15—64 років) 373 були активними, 111 — неактивними (показник активності 77,1%, у 1999 році було 72,2%). З 373 активних мешканців працювала 351 особа (197 чоловіків та 154 жінки), безробітними було 22 (12 чоловіків та 10 жінок). Серед 111 неактивних 35 осіб було учнями чи студентами, 47 — пенсіонерами, 29 були неактивними з інших причин.

У 2010 році в муніципалітеті числилось 325 оподаткованих домогосподарств, у яких проживали 742,5 особи, медіана доходів виносила 18 107 євро на одного особоспоживача